# Атлас схем залізниць СРСР
«Атлас схем залізниць СРСР» або «Атлас Залізниць СРСР», «Альбом схем залізниць СРСР» (рос. Атлас схем железных дорог СССР, Атлас Железных дорог СССР, Альбом схем железных дорог СССР) — довідник залізничника. Надана інформація станом на 1972–1974 роки, про всі терени СРСР. Є унікальним[чому?] виданням часів СРСР. Видавався лише російською мовою.
Даний атлас став перевиданням 1948-1968 років «Атлас Залізниць СРСР», і призначений для пасажирів далекого прямування. Містить схеми маршрутів основних напрямків руху поїздів і станції, найважливіші пункти. Атлас укладено у відповідності з «Покажчиком залізничних пасажирських повідомлень на 1972—1974 роки». Схеми маршрутів дано без повторення загальних ділянок значної протяжності (наприклад, маршрут «Таллінн — Москва» тощо). Заголовки схем містять назви початкових і кінцевих станцій маршрутів, а також проміжних, розташованих у столицях республік, центрах країв і областей. Укрупненим шрифтом в заголовках виділені назви початкових і кінцевих станцій головних напрямків. У дужках дані назви початкових або кінцевих станцій, якщо початок або кінець основного напрямку знаходиться на іншому маршруті. Для переходу з одного напрямку на інший вказані номери сторінок. У виходів доріг дані назви вузлових або кінцевих станцій. Наприкінці атласу поміщено алфавітний покажчик залізничних станцій, таблиця основних напрямків рухів поїздів і алфавітний покажчик міст, селищ міського типу зі станціями, розташованими в них.